# Moskuliki
Moskuliki – od 1946 roku część Łodzi, w dzielnicy Widzew. Administracyjnie wchodzi w skład osiedla Dolina Łódki. Jest to niewielkie osiedle o peryferyjnym położeniu w północno-wschodniej części miasta. Rozpościera się wzdłuż ulicy Moskuliki, blisko granicy miasta.
Dawniej do Moskulików należały także tereny na północnym wschodzie, obecnie poza granicami Łodzi, a należące do wsi Wódka w gminie Nowosolna (ulice: Żytnia, Pszeniczna, Jęczmienna, Słoneczna, Księżycowa).

## Historia
Dawniej samodzielna wieś; od 1867 w gminie Dobra w powiecie brzezińskim. W okresie międzywojennym należały do powiatu brzezińskiego w woj. łódzkim. W 1921 roku liczba mieszkańców wynosiła 113. 1 września 1933 utworzono gromadę (sołectwo) Łukaszew w granicach gminy Dobra, obejmującą wsie Łukaszew, Moskule Stare i Moskuliki. Podczas II wojny światowej włączone do III Rzeszy.
Po wojnie Moskuliki powróciły na krótko do powiatu łódzkiego woj. łódzkim, lecz już 13 lutego 1946 włączono go do Łodzi, z wyjątkiem gruntów położonych na północ od drogi prowadzącej od wsi Wilanów w kierunku południowo-wschodnim i będącej dalej północną granicą wsi Moskule Stare (jest to obecna ulica Nad Niemnem, a chodzi o wyżej wymienione tereny, należące obecnie do wsi Wódka).